# マイケル・エンサイン
マイケル・エンサイン（Michael Ensign,  1944年2月13日 - ）は、アメリカ合衆国の俳優である。

## 来歴
1944年、アリゾナ州のサフォードに生まれる。ロンドンにある演劇学校のロンドン・アカデミー・オブ・ミュージック・アンド・ドラマティック・アートで演劇を学び、その後10年間はイギリスの舞台で活動をしていた。またロイヤル・シェイクスピア・カンパニーのメンバーとしても活動し、様々な演目へ出演。1973年に『Assassin』で映画デビュー。その後、アラン・パーカー監督の『ミッドナイト・エクスプレス』やクリストファー・リーヴ主演の『スーパーマン』などへ出演し、キャリアを構築。1984年には、『ゴーストバスターズ』へも出演。ビル・マーレイら演じるゴーストバスターズの面々がスライマー相手に宴会場をハチャメチャにするホテルのマネージャーを演じた。その後も順調にキャリアを重ね、ジェームズ・キャメロン監督でレオナルド・ディカプリオ主演のヒット作『タイタニック』ではタイタニック沈没により死去した実在の実業家ベンジャミン・グッゲンハイムを演じている。

## 出演作品

### 映画
- Assassin (1973)
- ミッドナイト・エクスプレス Midnight Express (1978)
- スーパーマン Superman (1978)
- レイズ・ザ・タイタニック Raise the Titanic (1980)
- 新・おかしな二人/バディ・バディ Buddy Buddy (1981)
- ザ・モンスター Vice Squad (1982)
- ピンク・フロイド ザ・ウォール Pink Floyd: The Wall (1982)
- 新・ジキル博士とハイド氏 Jekyll and Hyde... Together Again (1982)
- キスミー・グッバイ Kiss Me Goodbye (1982)
- ウォー・ゲーム WarGames (1983)
- 密殺集団 The Star Chamber (1983)
- ミスター・マム Mr. Mom (1983)
- ゴーストバスターズ Ghostbusters (1984)
- オール・オブ・ミー/突然半身が女に! All of Me (1984)
- マキシー 素敵な幽霊 Maxie (1985)
- ガバリン House (1986)
- カウチ・トリップ The Couch Trip (1988)
- インヘリット・ザ・ウィンド Inherit the Wind (1988) ※テレビ映画
- 運転免許証 License to Drive (1988)
- ザ・マッドサイエンティスト/新ヤングフランケンシュタイン Doctor Hackenstein (1988)
- ゴルバチョフ暗殺指令 Just Another Secret (1989)
- 愛に生き愛に死す Rock Hudson (1990)
- メル・ブルックス/逆転人生 Life Stinks (1991)
- ボーン・イエスタデイ Born Yesterday (1993)
- パニック・イン・ザ・ビルディング Trouble Shooters: Trapped Beneath the Earth (1993) ※テレビ映画
- デンジャー・ハート Dangerous Heart (1994) ※テレビ映画
- A Perry Mason Mystery: The Case of the Lethal Lifestyle (1994) ※テレビ映画
- スティーブン・キング/アーバン・ハーベスト Children of the Corn III: Urban Harvest (1995)
- ラフ・マジック Rough Magic (1995)
- クリスマス・ボックス The Christmas Box (1995) ※テレビ映画
- タイタニック Titanic (1997)
- ナロー・エスケイプ A Thousand Men and a Baby (1997) ※テレビ映画
- 性麗の館/プッシー・マンション Secrets of a Chambermaid (1998)
- Not Another Teen Movie (2001)
- ソラリス Solaris (2002)
- コンフェッション Confessions of a Dangerous Mind (2002)
- 女神が家にやってきた Bringing Down the House (2003)
- 恋は邪魔者 Down with Love (2003)
- シービスケット Seabiscuit (2003)
- ドローン・ヴァイルス The Drone Virus (2004)
- Not Another High School Show (2007)
- 憧れのウェディング・ベル The Five-Year Engagement (2012)

### テレビシリーズ
- Tenspeed and Brown Shoe (1980)
- The Gangster Chronicles (1981)
- マッシュ M*A*S*H (1981)
- トールズ・オブ・ザ・ゴールド・モンキー Tales of the Gold Monkey (1983)
- 戦争の嵐 The Winds of War (1983)
- ボイジャー! Voyagers! (1983)
- 爆発!デューク The Dukes of Hazzard (1984)
- スリーズ・カンパニー Three's Company (1984)
- 特攻野郎Aチーム The A-Team (1984)
- セント・エルスウェア St. Elsewhere (1984)
- ヒルストリート・ブルース Hill Street Blues (1984)
- 探偵ハード&マック Hardcastle and McCormick (1984)
- 女刑事キャグニー&レイシー Cagney & Lacey (1985)
- ファルコン・クレスト Falcon Crest (1986, 1987)
- 俺がハマーだ! Sledge Hammer! (1986, 1987)
- 21ジャンプストリート 21 Jump Street (1987)
- 美女と野獣 Beauty and the Beast (1987)
- 冒険野郎マクガイバー MacGyver (1987, 1989)
- ダイナスティ Dynasty (1988)
- 我輩は新入生 Mr. Belvedere (1988)
- パラダイス Paradise (1989 - 1991)
- マットロック Matlock (1989, 1991)
- FBI特別捜査官マンクーゾ Mancuso, FBI (1990)
- ゴールデンガールズ The Golden Girls (1990)
- 新スタートレック Star Trek: The Next Generation (1991)
- 素晴らしき日々 The Wonder Years (1991)
- L.A.ロー 七人の弁護士 L.A. Law (1991)
- スタートレック:ディープ・スペース・ナイン Star Trek: Deep Space Nine (1993)
- メルローズ・プレイス Melrose Place (1994)
- バニシング・サン Vanishing Son (1995)
- TVキャスター マーフィー・ブラウン Murphy Brown (1995)
- ウェイアンズ兄弟 The Wayans Bros. (1996)
- スタートレック:ヴォイジャー Star Trek: Voyager (1996)
- マーダー・ワン Murder One (1996)
- プロファイラー/犯罪心理分析官 Profiler (1997)
- キャロライン in N.Y. Caroline in the City (1997)
- ふたりの男とひとりの女 Two Guys, a Girl and a Pizza Place (1998)
- シカゴ・ホープ Chicago Hope (1998)
- フレンズ Friends (1998, 1999)
- サード・ロック・フロム・ザ・サン 3rd Rock from the Sun (1999)
- Xファイル X-File (1999)
- Dr.マーク・スローン Diagnosis Murder (2001)
- CSI:科学捜査班 CSI: Crime Scene Investigation (2002, 2003, 2008)
- サン・オブ・ザ・ビーチ Son of the Beach (2002)
- プロビデンス Providence (2002)
- スタートレック:エンタープライズ Enterprise (2003)
- 堕ちた弁護士 -ニック・フォーリン- The Guardian (2003)
- 犯罪捜査官ネイビーファイル JAG (2003)
- ボストン・リーガル Boston Legal (2004 - 2008)
- 名探偵モンク Monk (2004)
- コールドケース 迷宮事件簿 Cold Case (2008)
- シークレット・アイドル ハンナ・モンタナ Hannah Montana (2011)
- NCIS 〜ネイビー犯罪捜査班 NCIS: Naval Criminal Investigative Service (2014)
- ザ・デツアー The Detour (2016)

### テレビアニメ
- バットマン・ザ・フューチャー Batman Beyond (2000)

### ビデオゲーム
- Titanic Explorer (1998)
- クラッシュ・バンディクー3 ブッとび!世界一周（エヌ・トロピーの声）
- クラッシュ・バンディクー レーシング（エヌ・トロピーの声）
- 007 ナイトファイア 007: Nightfire (2002)
- クラッシュ・バンディクー 爆走!ニトロカート（エヌ・トロピーの声）
- クラッシュ・バンディクー5 え〜っ クラッシュとコルテックスの野望?!?（エヌ・トロピーの声、原住民の声）
- The Golden Compass (2007)
- 白騎士物語 -古の鼓動 ※英語吹替版 (2008)
- BioShock2 BioShock 2 (2010)
- L.A.ノワール L.A. Noire (2011)
- InFAMOUS 2 Infamous 2 (2011)